# Dmitrij Šakulin
Dmitrij Viktorovič Šakulin (in russo Дмитрий Викторович Шакулин?; Kirov, 11 maggio 1968) è un ex cestista e allenatore di pallacanestro russo, fino al 1991 sovietico.

## Carriera
Con l'Unione Sovietica ha disputato due edizioni dei Campionati europei (1993, 1997).

## Palmarès

### Giocatore
- Campionato russo: 1

CSKA Mosca: 1997-98